# Savage Pellucidar
Savage Pellucidar è un'antologia di racconti di avventura e fantascienza del 1962, scritta da Edgar Rice Burroughs. Questo è il settimo e conclusivo libro del Ciclo di Pellucidar, ed è stato pubblicato dodici anni dopo la morte dell'autore.
Come molti altri libri di Burroughs pubblicati postumi, non è un romanzo ma una raccolta di racconti. Tre di questi, The Return to Pellucidar, Men of the Bronze Age e Tiger Girl, erano stati pubblicati in origine su Amazing Stories fra il 1941 e il 1942, mentre la quarta, Savage Pellucidar, venne pubblicata per la prima volta dopo essere stata scoperta dal figlio di Burroughs, Hulbert, nei primi anni sessanta.
La raccolta è inedita in italiano.

## Racconti
- The Return to Pellucidar
- Men of the Bronze Age
- Tiger Girl
- Savage Pellucidar

## Trame
The Return to Pellucidar
David Innes parte per una guerra e diventa nuovamente prigioniero, mentre Abner Perry costruisce un pallone aerostatico, con il quale fuggire insieme a Dian.
Men of the Bronze Age
Dian incontra delle persone che sono avanzate all'epoca del bronzo e che la considerano una dea.
Tiger Girl
David Innes segue Dian con un'altra mongolfiera, e gioca al ruolo di dio.
Savage Pellucidar
Due diversi gruppi di ricerca stanno cercando per i perduti senza sapere nulla senza sapere che gli altri hanno già trovato coloro che stanno cercando.

## Copyright
Il copyright per quest'opera è scaduto in Australia, e ora è lì di pubblico dominio. Il testo è disponibile attraverso il Progetto Gutenberg.